# Piedbœuf (bier)
Piedboeuf is een Belgisch merk van een aantal tafelbieren. De bieren worden gebrouwen in Brouwerij Piedbœuf (onderdeel van Anheuser-Busch InBev) te Jupille-sur-Meuse, een deelgemeente van Luik.
De naam is afkomstig van een familie die aanvankelijk brouwketels fabriceerde en vervolgens het brouwersvak ging beoefenen.

## De bieren

### Pils
- Piedbœuf Extra Pils is een pils met alcoholpercentage van 4,5%. Het werd geherlanceerd in 2023 nadat AB InBev in 1987 stopte met het produceren van de pils. Ze stopten na de fusie tussen Brouwerij Artois en Brouwerij Piedbœuf met het produceren van de pils omdat Jupiler populairder was.[2]

### Tafelbieren
- Piedboeuf Blond is een blond tafelbier met een alcoholpercentage van 1,1%. Piedboeuf Blond is het moederbier van Delhaize Tafelbier Blond, wat dus een etiketbier is.
- Piedboeuf Bruin is een donker tafelbier met een alcoholpercentage van 1,1%. Piedboeuf Bruin is het moederbier van Delhaize Tafelbier Bruin, eveneens een etiketbier.[3]
- Piedboeuf Tripel is een goudkleurig tafelbier met een alcoholpercentage van 3,8%.

In het verleden bestonden er nog andere Piedboeuf-tafelbieren:
- Piedboeuf Excellence had een alcoholpercentage van 2%.
- Piedboeuf Foncée had een alcoholpercentage van 1,5%.